# Cotesia chilonis
Cotesia chilonis är en stekelart som först beskrevs av Munakata 1912.  Cotesia chilonis ingår i släktet Cotesia och familjen bracksteklar. Inga underarter finns listade i Catalogue of Life.